# Station Sarre

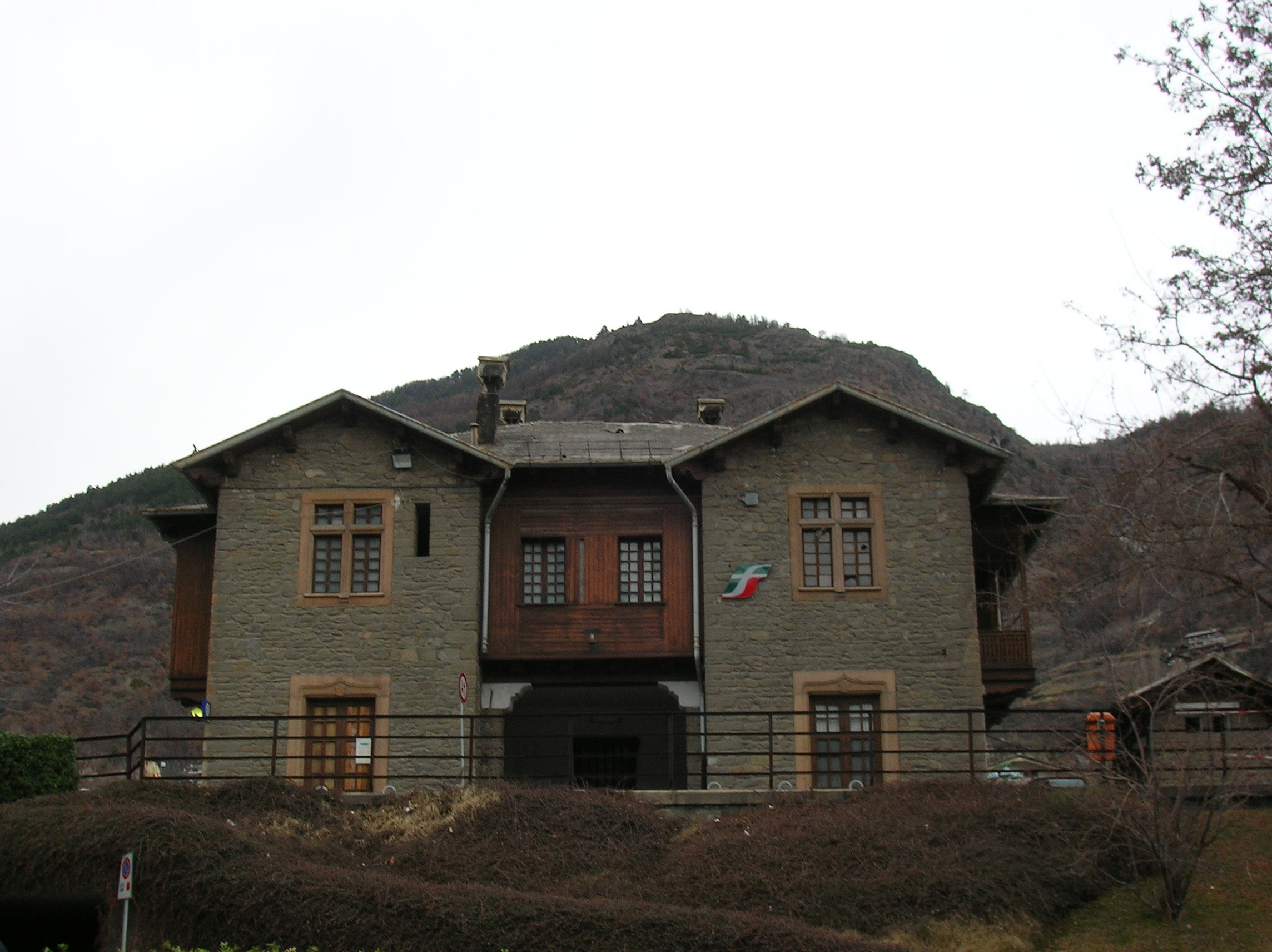

Station Sarre is een spoorwegstation van de spoorlijn Aosta - Pré-Saint-Didier, gelegen in de gemeente Sarre (Aostadal-Italië).